# Boyzone
Boyzone – irlandzki boysband założony w 1993 w Dublinie. 
Dwa lata później, przez magazyn "Smash Hits", został okrzyknięty najbardziej obiecującym zespołem roku. Początkowo Boyzone wykonywali covery przebojów z lat 70. XX wieku, które umieszczali w czołówkach list przebojów. Ich pierwszy longplay "Said and Done" ukazał się w 1995 roku. Grupa wydała cztery płyty, z których każda stała się numerem jeden (sprzedane na świecie w ponad 12 milionach egzemplarzy); 16 topowych singli, z których sześć znalazło się na 1. miejscu list przebojów; zagrał dziesiątki wyprzedanych tras po Wielkiej Brytanii i zyskał sobie miliony wielbicieli. Dyskografię Boyzone zamyka krążek "By Request" z 1999 roku. Zespół tworzyli: Ronan Keating, Mikey Graham, Shane Lynch, Stephen Gately i Keith Duffy. Gately i jego koledzy z zespołu powrócili do wspólnej pracy w roku 2008, aby przygotować się do scenicznego powrotu. W sobotę 10 października 2009 roku zmarł wokalista zespołu Stephen Gately. W 2019 roku zespół zakończył działalność.

## Dyskografia
- Said and Done (1993)
- A Different Beat (1996)
- Where We Belong (1998)
- By Request (1999)

### Single nr 1
Uwzględniono tylko numery 1 na UK Singles Chart.
|   | Data wydania    | Tytuł                     | Album            |
| - | --------------- | ------------------------- | ---------------- |
| 1 | 7 września 1996 | Words                     | A Different Beat |
| 2 | 1996            | A Different Beat          | A Different Beat |
| 3 | 1998            | All That I Need           | Where We Belong  |
| 4 | 23 lipca 1998   | No Matter What            | Where We Belong  |
| 5 | marzec 1999     | When the Going Gets Tough | By Request       |
| 6 | 3 maja 1999     | You Needed Me             | By Request       |